# Famous in the Last Century
Albums de Status Quo
Under the Influence
(1999) Heavy Traffic
(2002)
Singles
1. Mony Mony
Sortie : 1er mai 2000
2. Old Time Rock and Roll
Sortie : 2 octobre 2000

Famous in the Last Century est le vingt-quatrième album studio du groupe de rock anglais Status Quo. Il est sorti le  17 avril 2000 sur le label Universal Music TV et a été produit par Mike Paxman.

## Présentation
Proposé par David Walker, le manager du groupe, cet album de reprises sera enregistré à partir du 17 janvier 2000 dans les studios ARSIS de Francis Rossi et à Londres dans les studios Astoria. Pour entamer ce nouveau millénaire, Walker suggéra que le groupe enregistre ses vingt chansons préférées du XXe siècle. Se pliant aux exigences de leur manager, le groupe s'exécute mais sans beaucoup de conviction. Francis admettra plus tard que l'album sera le plus mauvais que le groupe ait jamais enregistré.
L'album atteindra la 19e place des charts britanniques. Les deux singles Mony Mony (# 50,  reprise de Tommy James and the Shondells) et Old Time Rock and Roll (# 70, reprise de Bob Seger) seront des succès mineurs.
Le batteur Jeff Rich quittera le groupe à la fin de l'enregistrement pour se consacrer à son école de batterie et à sa famille. Il sera remplacé par Matt Lettley.

## Liste des titres
| No  | Titre                                                | Auteur                                                | Durée |
| --- | ---------------------------------------------------- | ----------------------------------------------------- | ----- |
| 1.  | Famous in the Last Century                           | Andy Bown                                             | 1:03  |
| 2.  | Old Time Rock and Roll (reprise de Bob Seger)        | George Jackson, Thomas E. Jones III                   | 2:57  |
| 3.  | Way Down (reprise d' Elvis Presley)                  | Layng Martine Jr.                                     | 2:51  |
| 4.  | Rave On (reprise de Buddy Holly)                     | Sony West, Bill Tilghman, Norman Petty                | 2:51  |
| 5.  | Roll Over Beethoven (reprise de Chuck Berry)         | Chuck Berry                                           | 3:06  |
| 6.  | When I'm Dead and Gone (reprise de McGuinness Flint) | Benny Gallagher, Graham Lyle                          | 3:11  |
| 7.  | Memphis, Tennessee (reprise de Chuck Berry)          | Berry                                                 | 2:30  |
| 8.  | Sweet Home Chicago (Reprise de Robert Johnson)       | Robert Johnson                                        | 2:43  |
| 9.  | Crawling from the Wreckage (reprise de Dave Edmunds) | Graham Parker                                         | 2:42  |
| 10. | Good Golly, Miss Molly (reprise de Little Richard)   | John Marascalco, Robert Blackwell                     | 2:05  |
| 11. | Claudette (reprise de The Everly Brothers)           | Roy Orbison                                           | 2:01  |
| 12. | Rock'n Me (reprise de Steve Miller)                  | Steve Miller                                          | 2:47  |
| 13. | Hound Dog (reprise de Big Mama Thornton)             | Jerry Leiber et Mike Stoller                          | 2:19  |
| 14. | Runaround Sue (reprise de Dion)                      | Dion DiMucci, Ernie Maresca                           | 2:29  |
| 15. | Once Bitten, Twice Shy (reprise de Ian Hunter)       | Ian Hunter                                            | 3:40  |
| 16. | Mony Mony (reprise de Tommy James and the Shondells) | Tommy James, Bob Gentry, Ritchie Cordell, Bobby Bloom | 2:58  |
| 17. | Famous in the last Century (reprise)                 | Bown                                                  | 1:15  |

### Titres Bonus de la réédition 2006
| No  | Titre                                         | Auteur                      | Durée |
| --- | --------------------------------------------- | --------------------------- | ----- |
| 18. | Gerdundula (live from Shepherd's Bush Empire) | Manston, James              | 4:29  |
| 19. | Forty-Five Hundred Times                      | Francis Rossi, Rick Parfitt | 5:03  |
| 20. | Rain                                          | Parfitt                     | 4:31  |

## Musiciens
- Francis Rossi: guitare solo, chant
- Rick Parfitt: guitare rythmique, chant
- Andy Bown: claviers, guitare, harmonica, chœurs
- John Edwards: basse, chœurs
- Jeff Rich: batterie, percussion

## Charts

### Album
| Pays                          | Durée du classement | Meilleur classement | Date              |
| ----------------------------- | ------------------- | ------------------- | ----------------- |
| Allemagne (GfK Entertainment) | 4 semaines          | 46e                 | 8 mai 2000        |
| Écosse (Scottish Album Chart) | 8 semaines          | 11e                 | 7 mai 2000        |
| Royaume-Uni (UK Albums Chart) | 6 semaines          | 19e                 | 7 mai 2000        |
| Suède (Sverigetopplistan)     | 6 semaines          | 20e                 | 28 septembre 2001 |
| Suisse (Schweizer Hitparade)  | 5 semaines          | 56e                 | 14 mai 2000       |

### Singles
| Single                 | Chart              | Durée du classement | Position | Date           |
| ---------------------- | ------------------ | ------------------- | -------- | -------------- |
| Mony Mony              | (UK Singles Chart) | 3 semaines          | 50e      | 7 mai 2000     |
| Old Time Rock and Roll | (UK Singles Chart) | 1 semaine           | 78e      | 8 octobre 2000 |